# Pennisetum trachyphyllum
Pennisetum trachyphyllum är en gräsart som beskrevs av Pilg.. Pennisetum trachyphyllum ingår i släktet borstgräs, och familjen gräs. Inga underarter finns listade i Catalogue of Life.